# Catone in Utica (Vinci)
Pour les articles homonymes, voir Catone in Utica.
Représentations notables
- 2015 : Opéra royal du château de Versailles

Catone in Utica (Caton à Utique en français) est un opéra baroque du compositeur napolitain Leonardo Vinci sur un livret de Pietro Metastasio, créé en 1728 à Rome.

## Historique
Catone in Utica est un opéra de Leonardo Vinci sur un texte du poète italien Métastase, qu'il signe ici sous le pseudonyme de Artino Corasio. Il s'agit de la seconde des cinq collaborations entre le compositeur et le librettiste. Le livret se déroule durant l'épisode antique de la période de tension entre la République romaine et l'Empire romain, autour de la rencontre entre Caton d'Utique et Jules César, principalement inspiré par la tragédie Cato de Joseph Addison.
Catone in Utica est créé le 19 janvier 1728 au teatro delle Dame à Rome. Une ordonnance papale interdisant la présence des femmes sur scène, la distribution de l'opéra est entièrement masculine, qui contient des rôles féminins, assurée par des castrats. L'ouvrage rencontre immédiatement un certain succès, malgré quelques réticences sur la qualité du livret écrit par Métastase. Il est repris au teatro San Bartolomeo de Naples en novembre 1732 avec des décors de Francesco Saracino et avec Faustina Bordoni en Marzia. Le livret est édité à Rome par Bernabo. Antonio Vivaldi reprend à son compte le livret pour écrire son propre opéra, Catone in Utica, créé en 1737 à Vérone, et le livret sera réemployer près de trente fois par différents compositeurs.
Catone in Utica est produit en décembre 1987 au teatro Rossini (it) de Lugo, dirigé par Rinaldo Alessandrini et mis en scène par Giancarlo Nanni. Un enregistrement à l'hiver 2014 paraît en CD en 2015 et constitue le premier enregistrement de l'ouvrage. L'opéra est par la suite mis en scène avec la même distribution en juin 2015 à l'opéra royal du château de Versailles, dirigé par Riccardo Minasi et mis en scène par Jakob Peters-Messer. Cette production met en scène de nouveau une distribution entièrement masculine, cette fois conçue autour de quatre contreténors.

## Description
Catone in Utica est un opera seria, tragedia per musica, en trois actes de plus quatre heures. Le livret est dédié à Violante-Béatrice de Bavière, épouse de Ferdinand III de Médicis. La particularité de ce livret, un drame héroïque, est la fin dramatique du suicide du personnage principale, Caton, qui est critiqué lors de la création de l'opéra, et a du faire l'objet d'une réécriture de la part du librettiste pour se conformer au goût du public. Malgré une première réécriture, avec un nouveau final léger, le public n'y trouve toujours pas son compte et Métastase doit de nouveau le réécrire dans les années 1750. La musique, parfaitement adaptée au récit du livret, contient notamment de longs récitatifs, dépassant parfois dix minutes.

### Rôles
Les rôles de Catone in Utica sont les suivants :
| Rôle                                                            | Tessiture               | Créateur                  |
| --------------------------------------------------------------- | ----------------------- | ------------------------- |
| Catone                                                          | ténor                   | Giovanni Battista Pinacci |
| Cesare                                                          | alto (castrat)          | Giovanni Carestini        |
| Marzia, fille de Catone, amoureuse de Cesare                    | soprano (castrat)       | Giacinto Fontana          |
| Arbace, prince de Numidie, ami de Caton, amoureux de Marzia     | contralto (castrat)     | Giovanni Battista Minelli |
| Emilia, veuve de Pompeo                                         | mezzo-soprano (castrat) | Giovanni Ossi             |
| Fulvio, légat du Sénat romain, ami de Cesare, amoureux d'Emilia | ténor                   | Filippo Giorgi            |

## Enregistrements
- 2015 : Decca, CD (4788194). Dir : Riccardo Minasi, avec l'ensemble Il Pomo d'oro et Juan Sancho (Catone), Franco Fagioli (Cesare), Valer Sabadus (Marzia), Max Emanuel Cenčić (Arbace), Vince Yi (Emilia), Martin Mitterrutzner (Fulvio)[2].